# Rommersdorf (Bad Honnef)

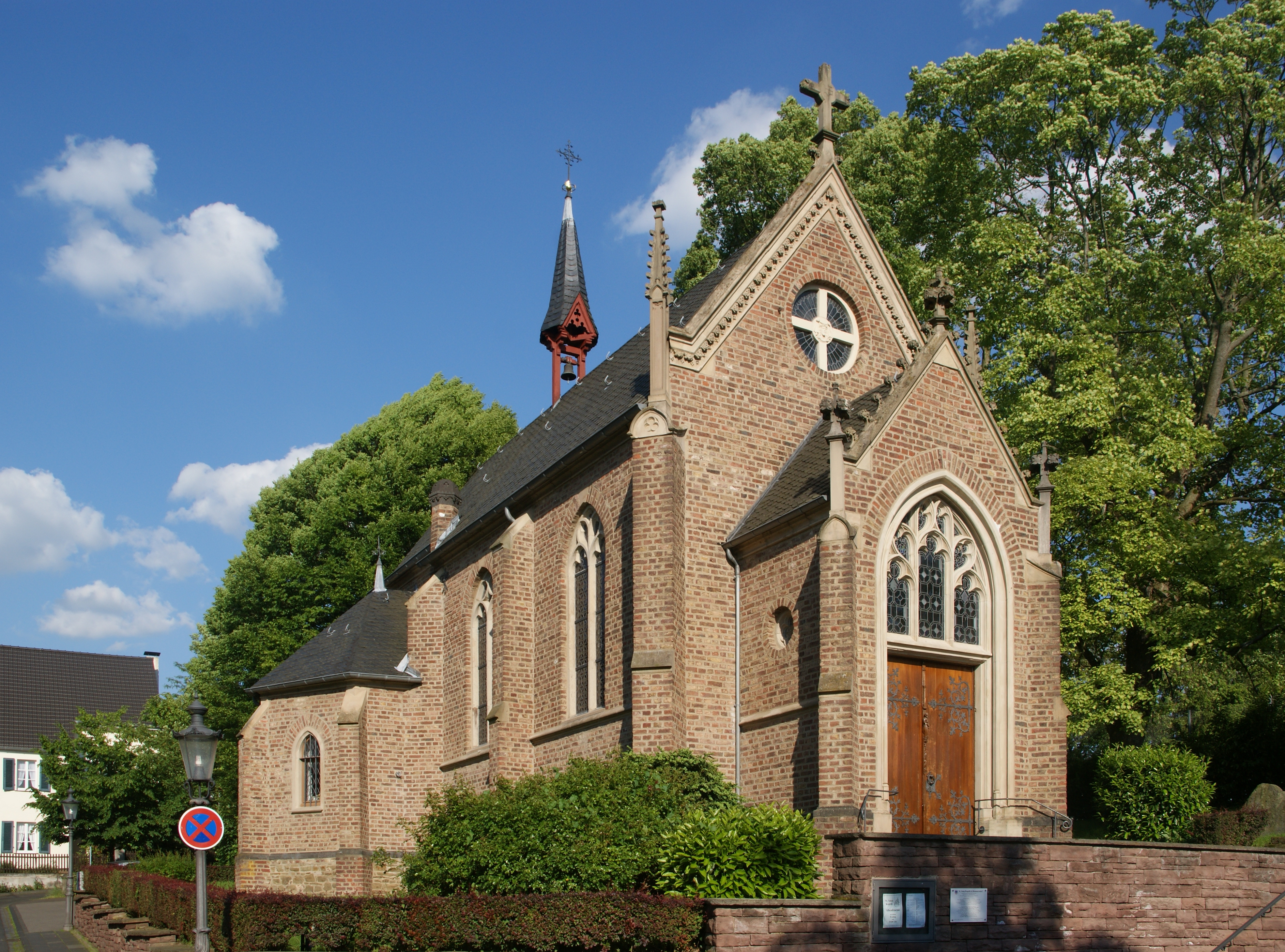
Die Rommersdorfer Annakapelle

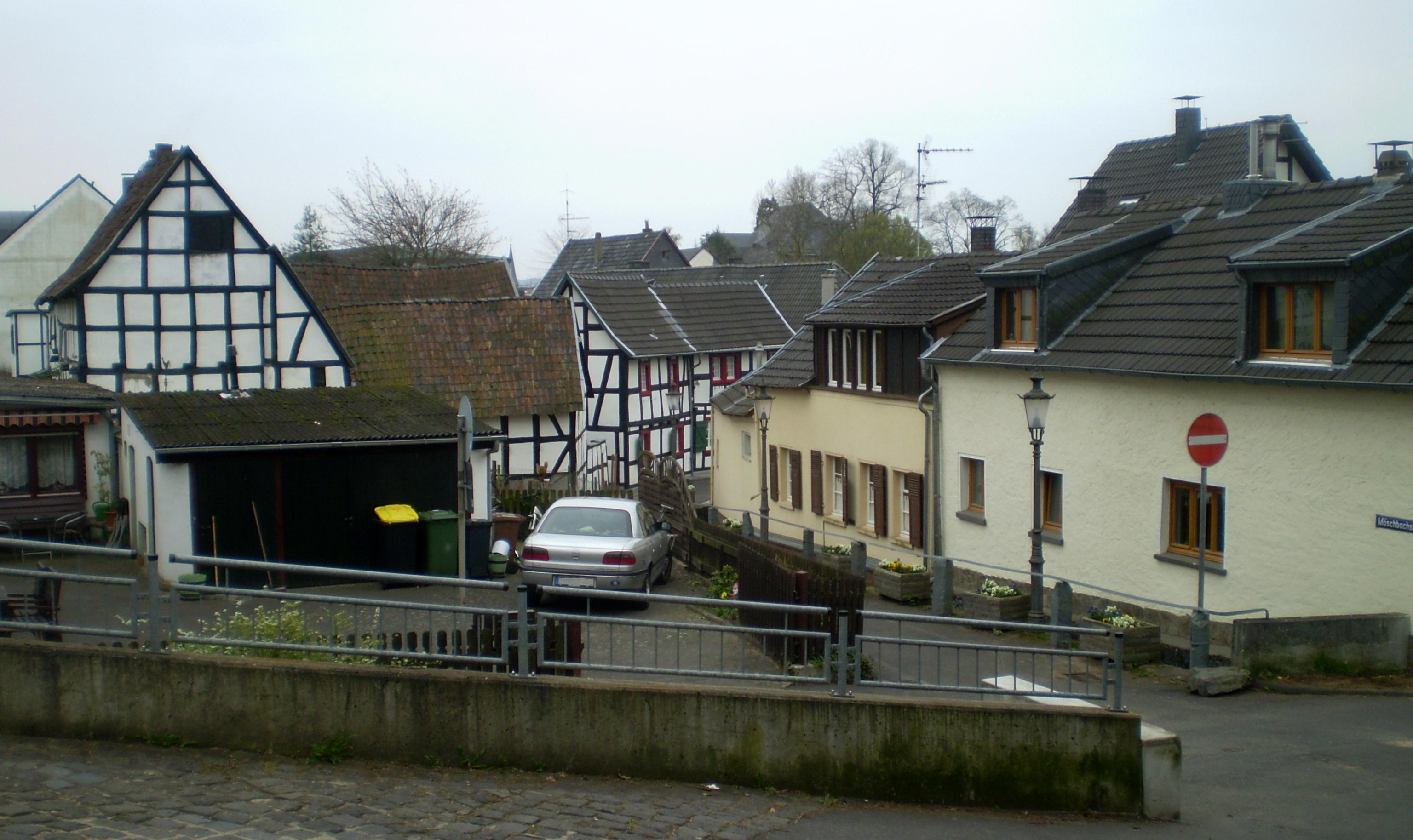
Ortskern von Rommersdorf

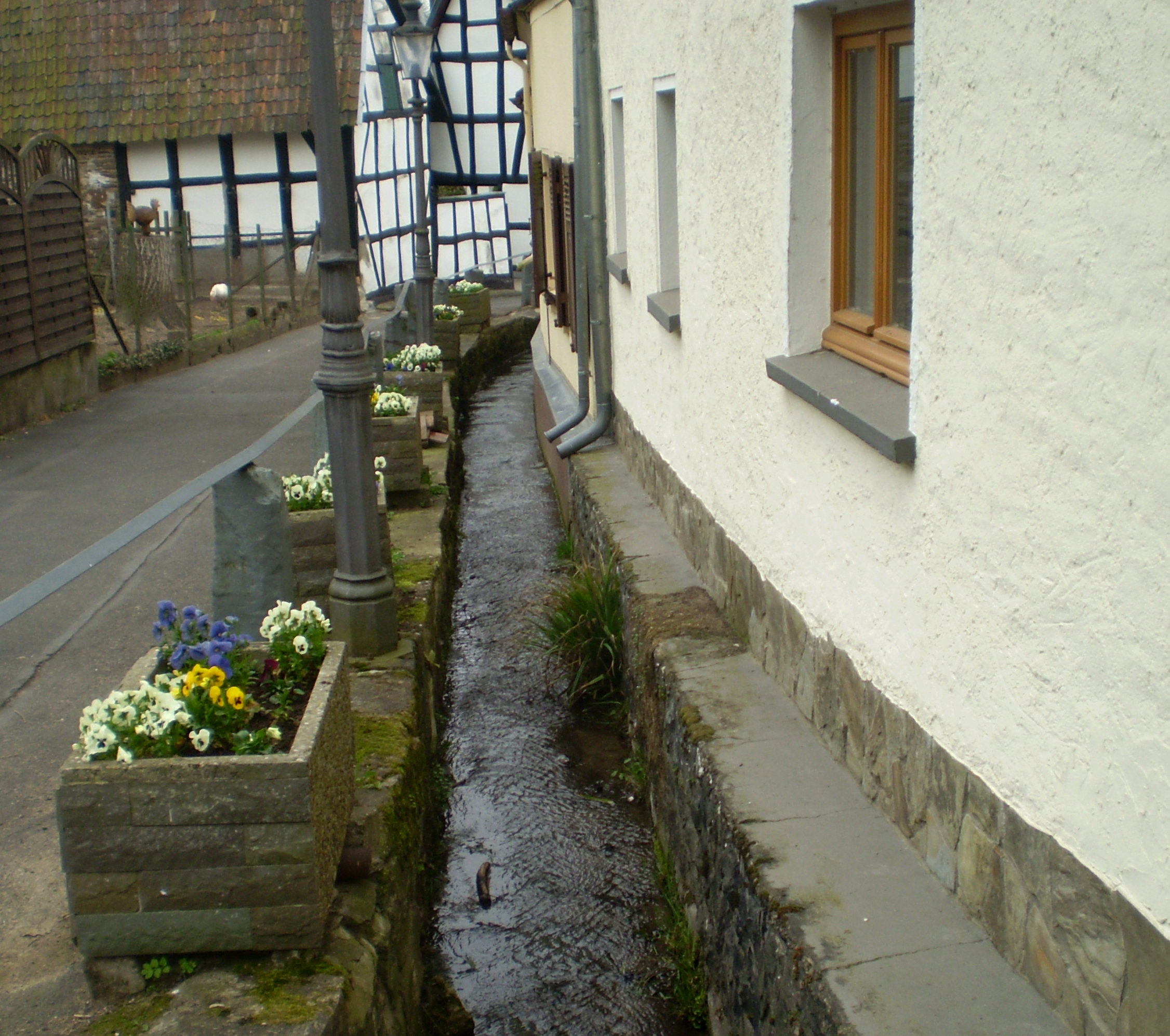
Der Möschbach im Rommersdorfer Ortskern

Rommersdorf ist ein Ortsteil der Stadt Bad Honnef im nordrhein-westfälischen Rhein-Sieg-Kreis.

## Geographie
Rommersdorf befindet sich am südlichen Fuße des Korferbergs, einer Randanhöhe des Siebengebirges, und ist nach dessen naturräumlicher Abgrenzung der südlichste Ort am rheinseitigen Siebengebirgshang. Der Ortskern liegt auf einer Höhe von 80–87 m ü. NHN auf der Mittelterrasse des Rheins am Eingang des vom Möschbach gesäumten Annatals.  Nach Süden geht Rommersdorf fließend in den Ortsteil Bondorf über, nach Norden fließend in den Ortsteil Rhöndorf.

## Geschichte
Es wird davon ausgegangen, dass der vermutlich erstmals 1332 als „Rumerstorp“ erwähnte Ort eine fränkische Rodung ist. Rommersdorf war eine von sechs Honschaften, aus denen sich das Kirchspiel Honnef von 1555 bis zur Auflösung des Herzogtums Berg im Jahre 1806 zusammensetzte und aus denen anschließend die Gemeinde Honnef entstand. Die nördliche Grenze zur Honschaft Rhöndorf bildete der Graben des sog. „Flutflosses“ nahe der Anhöhe Eulenhardt. Im Jahre 1663 verzeichnete Rommersdorf knapp 200, 1828 zählte es 234 Einwohner.
Rommersdorf ist ein ehemaliges Winzerdorf und war Standort der Zehntscheune der Honnefer Pfarrei, in der auch ein Teil der Erträge der zehntpflichtigen Weinberge abgeliefert wurde. Die Scheune brannte zwischen 1637 und 1639 ab, wurde 1719 wiederaufgebaut und 1934 niedergelegt. Benachbart war ein Zehnthof der Jesuiten („Hof zu Waldeck“), der im Zuge der Säkularisation 1835 zur Versteigerung kam. In Rommersdorf war auch das Kloster Merten mit einem Hof begütert. An der nördlichen Ecke der Einmündung des Meßbeuels in den Frankenweg befand sich ein Weingut des Kreuzherrenklosters Ehrenstein („Waldecker“, später „Wa(h)linger Hof“). 1746 wurden in der Honschaft Rommersdorf bei einer sogenannten „Kellervisitation“ 28 steuerpflichtige Winzerhöfe aufgesucht, wobei der festgestellte Rotwein-Anteil mit 261 Ohm bei 56 % lag. Wirtschaftliche Bedeutung für den Ort hatte zeitweise auch die Grube Carolina II, die im Annatal zum Abbau von Bleierzen betrieben und spätestens Ende des 19. Jahrhunderts eingestellt wurde.
In den fünf Jahrzehnten nach der Stadterhebung von Honnef im Jahre 1862 wuchs Rommersdorf baulich mit den angrenzenden ehemaligen Honschaften zusammen. Enge historische Verbindungen bestehen zur benachbarten früheren Honschaft Bondorf. Der Ortsteil zählt mit einer Vielzahl von erhaltenen Fachwerkhäusern aus dem 17. und 18. Jahrhundert zu den Gebieten im Bad Honnefer Talbereich mit dem ältesten Baubestand. Er hat seinen ursprünglichen, dörflichen Charakter am reinsten bewahrt.

## Kultur und Sehenswürdigkeiten

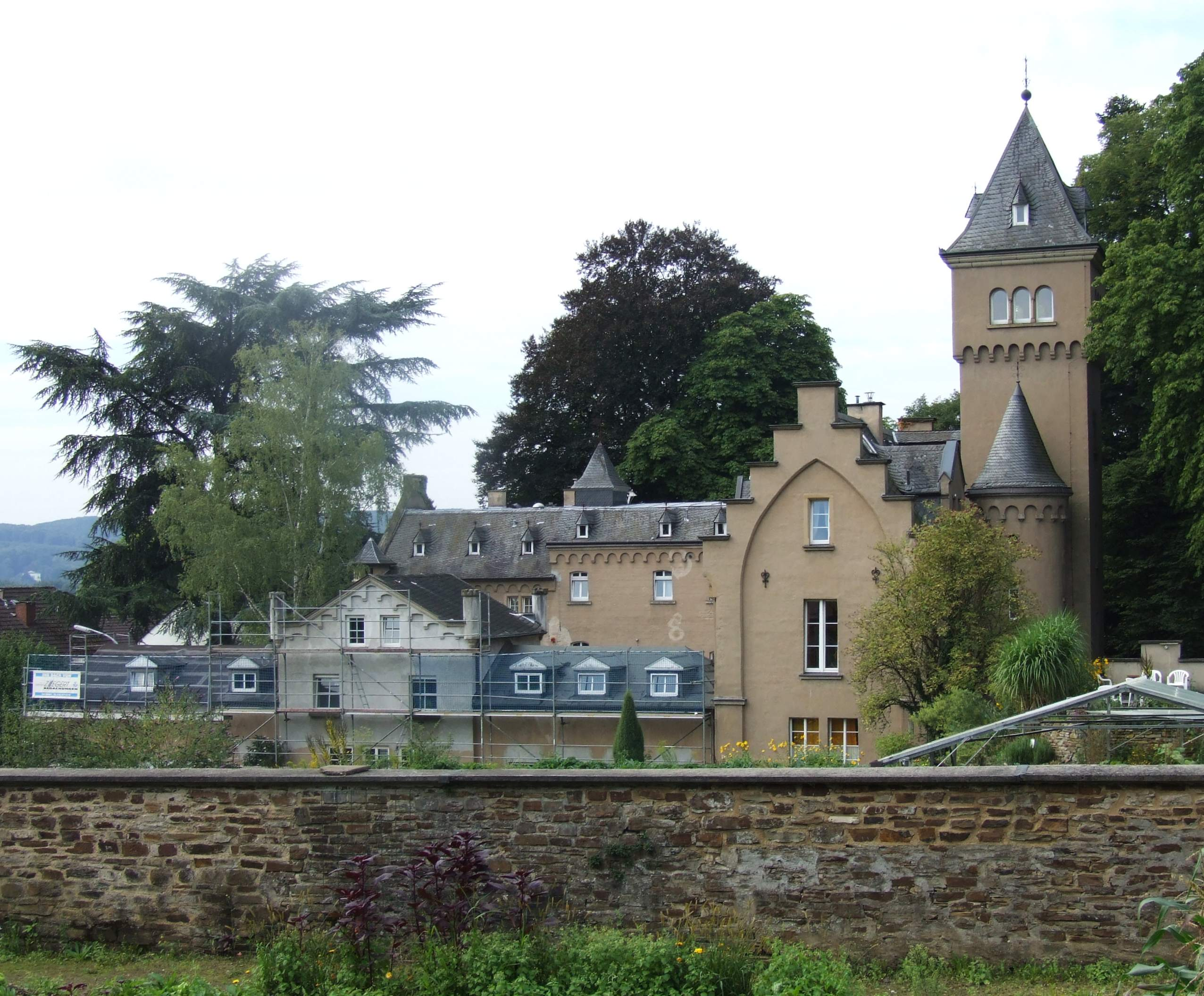
Villa Schaaffhausen

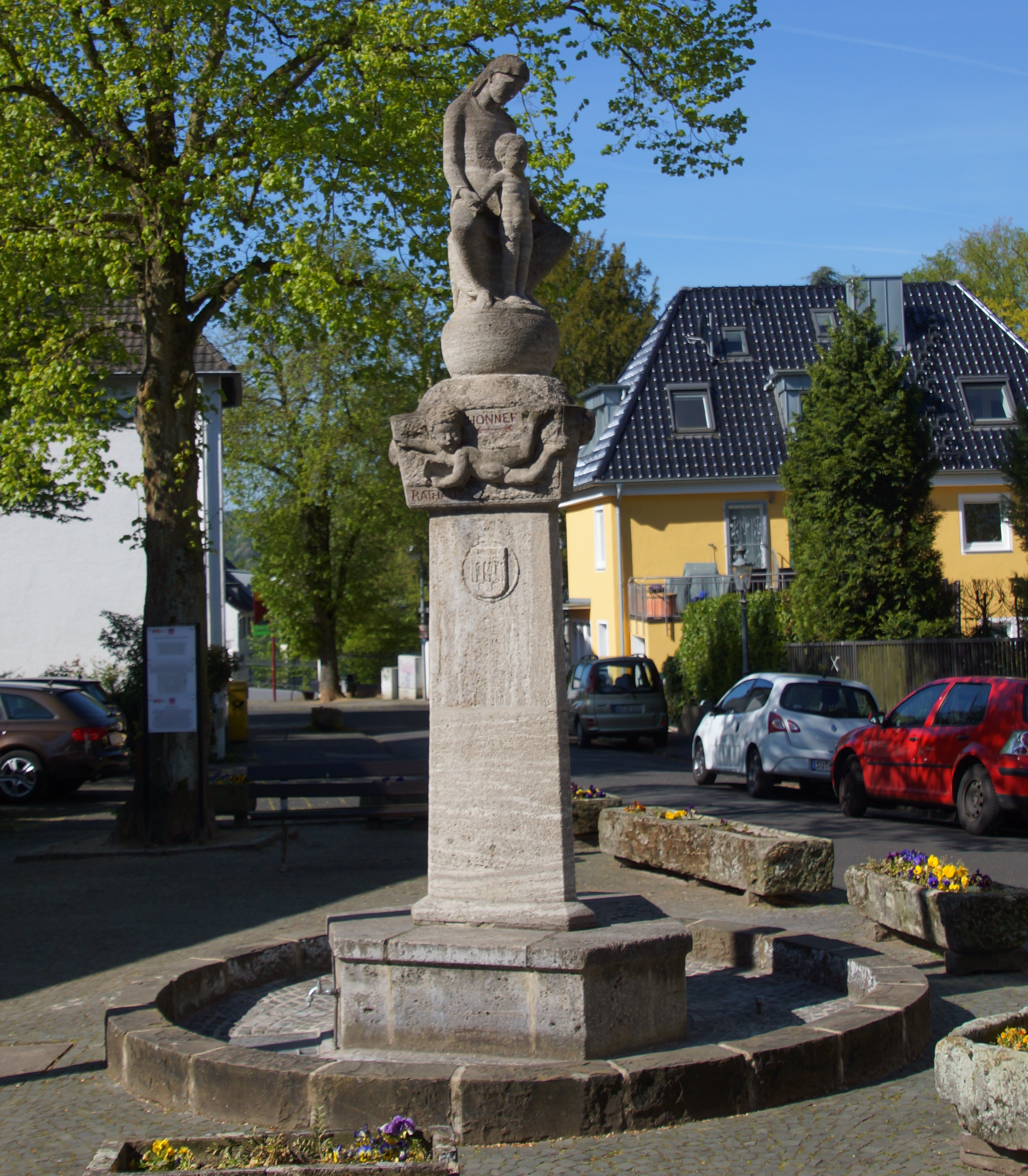
Annasäule von Peter Terkatz

Zu den bedeutendsten Bauwerken des Ortsteils zählen die Villa Schaaffhausen, die katholische Annakapelle und am Südrand von Rommersdorf das Feuerschlößchen. Die Annakapelle ist das Wahrzeichen des Ortsteils und wurde 1868/69 nach Plänen des für seine neugotischen Werke bekannten Kölner Architekten August Lange erbaut. Sie entstand als Hauskapelle und Stiftung der Baronesse von dem Bongart. An der platzartigen Kreuzung von Rommersdorfer Straße und Wilhelmstraße/Möschbachstraße („Annaplatz“) befindet sich die Annasäule (auch „St. Anna-Wegweiser“) von Peter Terkatz aus dem Jahre 1924, die 1970 mit einem Brunnen umfasst wurde. Ein kultureller Mittelpunkt des Ortsteils ist das Weinhaus Steinbach in einem Fachwerkhaus aus dem Jahre 1752. Rommersdorf richtet gemeinsam mit dem Ortsteil Bondorf jährlich die Annakirmes aus.